# Valencia (kommun)
Valencia är en kommun i Colombia.   Den ligger i departementet Córdoba, i den nordvästra delen av landet, 500 km nordväst om huvudstaden Bogotá. Antalet invånare är 34 373. Arean är 914 kvadratkilometer.
Terrängen i Valencia är kuperad åt sydväst, men åt nordost är den platt.